# Deutsche Leichtathletik-Meisterschaften 1909
Die 12. Deutschen Leichtathletik-Meisterschaften fanden am 29. August 1909 in Frankfurt am Main statt. Einzige Ausnahme war das 100-km-Straßengehen, welches am 26. September in Berlin ausgetragen wurde.
Das Wettkampfprogramm wurde mit den erstmals ausgetragenen Disziplinen Stabhochsprung und Kugelstoßen erweitert. 

## Medaillengewinner
| Disziplin           | Gold                               | Leistung       | Silber                              | Leistung      | Bronze                                            | Leistung                                          |
| ------------------- | ---------------------------------- | -------------- | ----------------------------------- | ------------- | ------------------------------------------------- | ------------------------------------------------- |
| 100 m               | Richard Rau (SC Westen 05 Berlin)  | 11,4 s0        | Ludwig Falk (SC Charlottenburg)     | 11,5 s0       | Arthur Hoffmann (SC Komet Berlin)                 | 11,6 s0                                           |
| 400 m               | Hanns Braun (Münchner SC)          | 50,0 s0        | Andreas Breynck (Preußen Duisburg)  | 52,0 s0       | Heinrich Dechent (FC Germania Frankfurt)          | 54,0 s0                                           |
| 1500 m              | Erwin von Sigel (Preußen Berlin)   | 4:14,6 min     | Andreas Breynck (Preußen Duisburg)  | 4:19,2 min    | Fritz Rath (Eintracht Hannover)                   | 4:19,8 min                                        |
| 110 m Hürden        | Adolf Speck (Karlsruher FV)        | 17,0 s0        | Carl Bautze (FSV Frankfurt)         | 17,8 s0       | Die anderen beiden Läufer wurden disqualifiziert. | Die anderen beiden Läufer wurden disqualifiziert. |
| 100-km-Straßengehen | Wilhelm Schmidt (1. FC Nürnberg)   | 11:03:00,8 h00 | Adolf Petersen (SC Siegfried Kiel)  | 11:05:01 h000 | Fritz Blankenburg (Berliner SC)                   | 11:33:38 h000                                     |
| Hochsprung          | Robert Pasemann (Kieler FV 1900)   | 1,70 m         | Ewald Wirminghaus (Essener SV 1899) | 1,65 m        | Kurt Reishauer (Karlsruher Turnverein 1846)       | 1,60 m                                            |
| Stabhochsprung      | Robert Pasemann (Kieler FV 1900)   | 3,41 m         | Josef Heuter (FC München-Gladbach)  | 3,31 m        | August Urban (FC 07 Heddernheim)                  | 3,21 m                                            |
| Weitsprung          | Albert Weinstein (Berliner SC)     | 6,75 m         | Arthur Hoffmann (SC Komet Berlin)   | 6,64 m        | Missotti Böhn (Victoria Mannheim)                 | 6,50 m                                            |
| Kugelstoßen         | Josef Otto (AV Darmstadt)          | 11,45 m        | Josef Waitzer (TV München 1860)     | 11,00 m       | Julius Wagner (TB Reutlingen)                     | 10,99 m                                           |
| Diskuswurf          | Emil Welz (FC Hermannia Frankfurt) | 39,06 m        | Josef Waitzer (TV München 1860)     | 36,72 m       | Josef Otto (AV Darmstadt)                         | 34,84 m                                           |